# Saphir azuré
Chlorestes cyanus
Espèce
Répartition géographique
Statut de conservation UICN

 LC  : Préoccupation mineure
Statut CITES
Le Saphir azuré (Chlorestes cyanus) est une espèce de colibris (famille des Trochilidae).

## Répartition
La zone de distribution du Saphir azuré comprend une grande partie du nord de l'Amérique du Sud : extrême nord de la Colombie, nord-ouest et sud-est du Venezuela, Guyana, Suriname, Guyane (France), est du Pérou, nord de la Bolivie et nord-ouest du Brésil ainsi qu'une bande côtière au sud-est de ce pays.

## Habitats
L'espèce habite les forêts tropicales et subtropicales humides de basse altitude, ainsi que les broussailles tropicales et subtropicales sèches mais aussi les forêts lourdement dégradées.

## Sous-espèces
D'après Alan P. Peterson, 5 sous-espèces ont été décrites :
- C. cyanus conversa Zimmer, 1950 ;
- C. cyanus cyanus (Vieillot, 1818) ;
- C. cyanus griseiventris Grantsau, 1988 ;
- C. cyanus rostrata Boucard, 1895 ;
- C. cyanus viridiventris Berlepsch, 1880. — plateau des Guyanes

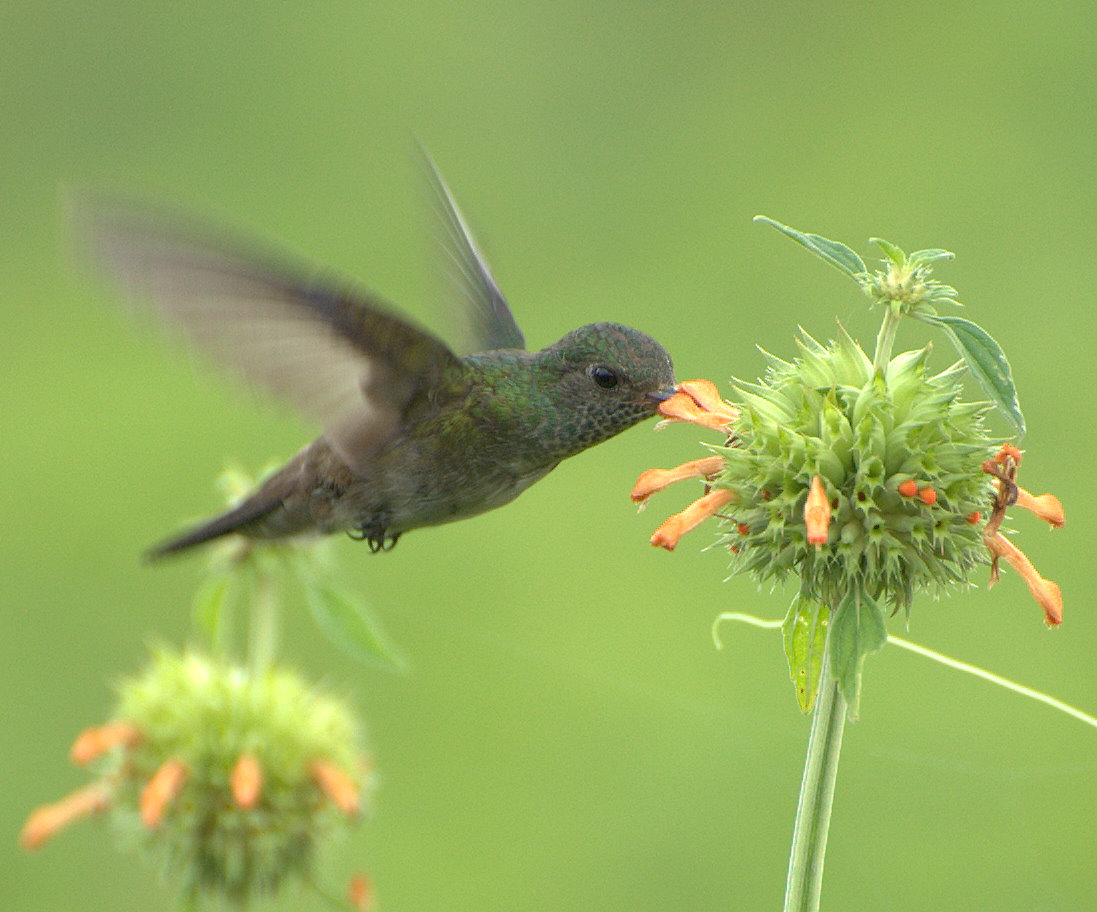
Femelle en train de se nourrir